# Umrechnung zwischen julianischem Datum und julianischem Kalender
Das julianische Datum zählt die Tage seit dem 1. Januar 4713 v. Chr. (JD = 0) durch. Dieses Datum basiert auf dem proleptischen (vorgezogenen) julianischen Kalender, der erst später eingeführt wurde.

## Laufender Tag
In dieser Rechnung wird die Tageszählung seit Jahresanfang, beginnend mit 0, laufender Tag (LT) genannt. Für den 1. Januar ist LT=0, für den 31. Dezember LT=364 (Normaljahr) bzw. LT=365 (Schaltjahr).
Die Umrechnung zwischen dem Datum und dem laufenden Tag wird im Abschnitt „Berechnung des laufenden Tages“ angeführt. Dabei ist das folgende Schaltjahreskriterium zu berücksichtigen (J = Jahreszahl):
```
 Schaltjahr, wenn Rest (J/4) = 1    (für vorchristliche Jahre)
 Schaltjahr, wenn Rest (J/4) = 0    (für nachchristliche Jahre)
```

## Laufendes Jahr
In dieser Rechnung wird das Startjahr des julianischen Datums auf 4716 v. Chr. vorverlegt, da die Schaltjahre dann am Ende eines 4-Jahres-Zyklus liegen und sich die Rechnung vereinfacht. Als laufendes Jahr (LJ) wird die Anzahl Jahre ab diesem Startjahr bezeichnet. Für 4716 v. Chr. ist LJ=0, für 4715 v. Chr. ist LJ=1 usw.

## Julianischer Kalender → julianisches Datum
Aus Monat (M) und Tag (T) wird unter Berücksichtigung des Schaltjahreskriteriums der laufende Tag (LT) ermittelt (siehe Abschnitt „Berechnung des laufenden Tages“).
Dann wird aus dem Jahr (J) das laufende Jahr (LJ) berechnet:
```
 LJ = 4716 - J    (für vorchristliche Jahre)
 LJ = 4715 + J    (für nachchristliche Jahre)
```

Zur Berechnung des julianischen Datums wird die Anzahl der vollen 4-Jahres-Zyklen (N4) seit dem Startjahr, sowie die Anzahl der vollen Jahre (N1) im letzten, unvollständigen 4-Jahres-Zyklus berechnet:
```
 N4 = LJ/4 (ganzzahlig)
 N1 = Rest dieser Division
```

Das julianische Datum berechnet sich dann zu:
```
 JD = 1461*N4 + 365*(N1-3) + LT
```

1461 ist die Länge eines 4-Jahres-Zyklus, 365 die Länge eines Normaljahres. Die 3 wird von N1 abgezogen, um die Vorverlegung des Startjahres auszugleichen.

## Julianisches Datum → julianischer Kalender
Um ein Datum des julianischen Kalenders bei gegebenem julianischen Datum zu berechnen, werden zunächst die Anzahl der vollen 4-Jahres-Zyklen (N4) seit dem Startjahr und die Anzahl Tage (R4) des letzten, unvollständigen 4-Jahres-Zyklus berechnet:
```
 N4 = (JD + 1095)/1461 (ganzzahlig)
 R4 = Rest dieser Division
```

Durch Addition von 1095 (3*365) wird das Startjahr um drei Jahre vorverlegt.
Als Nächstes wird die Anzahl der vollen Jahre (N1) des unvollständigen 4-Jahres-Zyklus berechnet, sowie der laufende Tag (LT) im letzten Jahr:
```
 N1 = R4/365 (ganzzahlig)
 LT = Rest dieser Division
```

N1 kann zwischen 0 und 3 liegen. Am letzten Tag des Zyklus ergibt die Rechnung N1=4 und LT=0. In diesem Fall müssen die Werte korrigiert werden:
```
 falls (N1=4) setze N1=3 und LT=365
```

Das laufende Jahr LJ für das julianische Datum JD ergibt sich zu:
```
 LJ = 4*N4 + N1
```

Die Berechnung der Jahreszahl (J) aus LJ für den julianischen Kalender J ergibt sich durch:
```
 J = (4716 - LJ) v. Chr.    (für LJ ≤ 4715)
 J = (LJ - 4715) n. Chr.    (für LJ > 4715)
```

Zur Berechnung von Monat (M) und Tag (T) siehe den Abschnitt „Berechnung des laufenden Tages“.

## Berechnung des laufenden Tages
Zur Berechnung des laufenden Tages (LT) bei gegebenem Monat (M) und Tag (T) ist eine vom Monat abhängige Korrektur (MK) und eine Schaltjahreskorrektur (SK) erforderlich. Die Schaltjahreskorrektur ist:
```
 SK = 1    (für Schaltjahre, wenn der Monat später als Februar liegt (M>2))
 SK = 0    (sonst)
```

Die Monatskorrektur (MK) ergibt sich aus der Tabelle:
```
  M    MK    Monatsname      M    MK    Monatsname      M    MK    Monatsname
 ----------------------     ----------------------     ----------------------
  1    -1    Januar          5    -1    Mai             9    +2    September
  2     0    Februar         6     0    Juni           10    +2    Oktober
  3    -2    März            7     0    Juli           11    +3    November
  4    -1    April           8    +1    August         12    +3    Dezember
```

Der laufende Tag berechnet sich dann durch:
```
 LT = T + 30*(M-1) + (SK + MK)
```

Die Umkehrung (Ermittlung des Datums bei gegebenem LT) ist:
```
 M = (LT+1)/30 + 1   (ganzzahlig)
 T = LT - 30*(M-1) - (SK + MK)
```

Bei einigen Werten von LT ergibt die Formel für M einen um 1 zu großen Wert. Das macht sich durch M=13 oder T<1 bemerkbar. In diesen Fällen müssen die Werte für M und T korrigiert werden:
```
 falls (M>12) oder (T<1): vermindere M um 1, bestimme hierdurch bedingte neue MK und SK Werte und berechne T erneut.
```

## Beispiele
Julianisches Datum → julianischer Kalender:
```
 25.10.1917 JK:  SK  = 0
                 MK  = 2
                 LT  = T + 30*(M-1) + SK + MK
                     = 25 + 30*9 + 2
                     = 297
                 LJ  = 4715 + J
                     = 6632
                 N4  = LJ/4
                     = 1658
                 N1  = 0     (Rest von LJ/4)
                 JD  = 1461*N4 + 365*(N1-3) + LT
                     = 2422338 - 1095 + 297
 → 2421540 JD
```

```
 24.3.5 v. Chr.: SK  = 1    (da M>2 und 5/4 einen Rest 1 hat)
                 MK  = -2
                 LT  = T + 30*(M-1) + SK + MK
                     = 24 + 30*2 - 1
                     = 83
                 LJ  = 4716 - J
                     = 4711
                 N4  = LJ/4
                     = 1177
                 N1  = 3     (Rest von LJ/4)
                 JD  = 1461*N4 + 365*(N1-3) + LT
                     = 1719597 + 0 + 83
 → 1719680 JD
```

```
 31.12.1600 JK:  SK  = 1
                 MK  = 3
                 LT  = T + 30*(M-1) + SK + MK
                     = 31 + 30*11 + 4
                     = 365
                 LJ  = 4715 + J
                     = 6315
                 N4  = LJ/4
                     = 1578
                 N1  = 3     (Rest von LJ/4)
                 JD  = 1461*N4 + 365*(N1-3) + LT
                     = 2305458 + 0 + 365
 → 2305823 JD
```

Julianischer Kalender → julianisches Datum:
```
 2421540 JD:    N4  = (JD + 1095)/1461
                    = 1658
                R4  = 297    (Rest davon)
                N1  = R4/365
                    = 0
                LT  = 297
                LJ  = 4*N4 + N1
                    = 6632
                 J  = LJ - 4715
                    = 1917
                 M  = (LT+1)/30 + 1
                    = 10
                SK  = 0
                MK  = 2
                 T  = LT - 30*(M-1) - (SK + MK)
                    = 297 - 30*9 - 2
                    = 25
 → 25.10.1917 JK
```

```
 1719680 JD:    N4  = (JD + 1095)/1461
                    = 1177
                R4  = 1178   (Rest davon)
                N1  = R4/365
                    = 3
                LT  = 83
                LJ  = 4*N4 + N1
                    = 4711
                 J  = 4716 - LJ  (da LJ<4715)
                    = 5 v. Chr.
                 M  = (LT+1)/30 + 1
                    = 3
                SK  = 1
                MK  = -2
                 T  = LT - 30*(M-1) - (SK + MK)
                    = 83 - 30*2 + 1
                    = 24
 → 24.3.5 v. Chr.
```

```
 2305823 JD:    N4  = (JD + 1095)/1461
                    = 1578
                R4  = 1460   (Rest davon)
                N1  = R4/365
                    = 4
                LT  = 0
```

```
                Korrektur, da N1=4:
```

```
                N1  = 3
                LT  = 365
```

```
                LJ  = 4*N4 + N1
                    = 6315
                 J  = LJ - 4715
                    = 1600
                 M  = (LT+1)/30 + 1
                    = 13
```

```
                Korrektur, da M>12:
```

```
                 M  = 12
                SK  = 1
                MK  = 3
                 T  = LT - 30*(M-1) - (SK + MK)
                    = 365 - 30*11 - 4
                    = 31
 → 31.12.1600 JK
```